# Air (formație)
AIR este un duo muzical din Versailles, Franța, compus din Nicolas Godin și Jean-Benoît Dunckel. Numele AIR vine de la acronimul Amour, Imagination, Rêve ce se traduce ca Dragoste, Imaginație, Vis. 
EP de debut al AIR, Premiers Symptômes, a fost urmat de albumul aclamat de critici Moon Safari, re-release+ul  Premiers Symptômes, coloana sonoră The Virgin Suicides, și ulterior albumele 10 000 Hz Legend, Everybody Hertz, Talkie Walkie, Pocket Symphony, Love 2, și Le Voyage Dans La Lune.

## Discografie

### Albume de studio
- Moon Safari (1998)
- The Virgin Suicides (2000)
- 10 000 Hz Legend (2001)
- Talkie Walkie (2004)
- Pocket Symphony (2007)
- Love 2 (2009)
- Le voyage dans la lune (A Trip to the Moon) (2012)

### Compilații și albume remix
- Premiers Symptômes (1997)
- Everybody Hertz (2002)
- City Reading (Tre Storie Western) (2003)
- Late Night Tales (2006)

## Instrumente
În turnee, sunt folosite o mare varietate de instrumente, incluzînd:
- Moon Safari (JB Dunckel, Nicolas Godin, Brian Reitzell, Roger Manning Jr., Brian Kehew, Justin Meldal Johnsen)

Moog source, Roland JX-3P, Roland VP-330 Vocoder plus, Wurlitzer 200A, 
Moog minimoog, Solina string ensemble, Yamaha CS1x
Hammond XB-2, Roland PC-180, Guitare Fender Jaguar, EMU SP-1200
Fender Rhodes suitecase Mk I, Korg MS-20, 
Moog Theremin
- 10,000 Hz Legend (JB Dunckel, Nicolas Godin, Brian Reitzell, Jason Falkner, James Rotondi)

VP 330, Roland PC-200, Fender Rhodes mk II, Moogerfooger MF-103, Solina String Ensemble, Korg Ms-20, Akai MPC 2000 XL
Alesis A6 Andromeda, Kurzweil keyboard
Korg cx3 (with EHX Memory Man), Roland PC-200, Harmonica
Boss Dr Sample SP-202, Boss VT-1 Voice Transformer, EHX Delay Moogerfooger MF-104
Gibson SG, 70's Guild D35
70's Fender Mustang Bass, Ashdown Amp
- Talkie Walkie (JB Dunckel, Nicolas Godin, Dave Palmer, Earl Harvin)

Yamaha CP-80, Nord Lead 2, Korg MS-20, Solina String Ensemble, Fender Rhodes Mk I
Sequential Circuits Six Track, Hammond XB-2, Roland SH-101 (blue version), Microkorg, Moog Minimoog Voyager
- Pocket Symphony (JB Dunckel, Nicolas Godin, Steve Jones, Vincent Taurelle, Earl Harvin)

Yamaha CP 80, Korg MS-20, Solina String Ensemble, Fender Rhodes mk I
VP-550, Fender Mustang Bass Red Competition, Hofner Club Bass 500/2, Guild Acoustic Guitar, Ashdown Amp
- Love 2 (JB Dunckel, Nicolas Godin, Alex Thomas)

Korg MS-20, Solina String Ensemble, Manikin Memotron, Wurlitzer, Moog Source, VP-550, Fender Mustang Bass Blue Competition, Guild D35, Ashdown Amp